# San José del Rincón (Estado de México)
San José del Rincón es la cabecera del municipio de San José del Rincón, uno de los 125 municipios del Estado de México, en México. Es una comunidad urbana y la más poblada del municipio, según el censo del 2010 tiene una población total de 3,827 habitantes.